# Mpongwe, Zambia
Mpongwe sau Mpelembe este un oraș în provincia Copperbelt, Zambia, la 70 km sud de Luanshya și 90 km de Ndola.